# 2011年8月逝世人物列表
2011年逝世人物列表：1月 - 2月 - 3月 - 4月 - 5月 - 6月 - 7月 - 8月 - 9月 - 10月 - 11月 - 12月
2011年8月逝世人物列表，是用於匯總2011年8月期間逝世人物的列表。

## 依日期排序

### 8月31日
- 陳榮宏，53歲，台灣企業家，友達光電關係企業瑞鼎科技（臺證所：3592）董事長，在宜蘭縣玩飛行傘時墜落送醫不治。[1]
- 貝蒂·斯凱爾頓·厄爾德（Betty Skelton Erde），85歲，第一位創造陸上駕駛最快世界紀錄的女性。[2]
- 薛明，95歲，中國十大元帥賀龍的夫人，為中國十大元帥夫人中最後一位逝世的老人。[3]
- 傑克·史蒂芬斯（Jack Stephens），78歲，前美國籃球球員。[4]
- 瓦列里·罗日杰斯特文斯基（俄語：Валерий Рождественский），72岁，苏联宇航员。[5]

### 8月29日
- 瀧口順平（滝口 順平），80歲，日本動畫聲優、電視節目旁白。知名作品有《小雙俠》、《日本電車之旅》等。胃癌病逝。[6]

### 8月27日
- 謝業新，湖北省荆州市紀委幹部，懷疑自殺身亡。[7]

### 8月26日
- 乔治·邦德（英語：George Band），82岁，英国登山委员会原主席，1953年干城章嘉峰首登者之一。[8]
- 李文铸，87岁，浙江大学原副校长、物理系原系主任、教授。[9]

### 8月25日
- 刘济舟，85岁，中国工程院院士，土木和水运工程专家。[10]
- 韓彩媛（韓語：한채원），31歲，韓國演員、歌手，自殺身亡。[11]

### 8月22日
- 賈福相，80岁，台灣海洋保育學者、作家，病逝於加拿大。[12]
- 史擷詠，53岁，台灣知名音樂家、作曲家，因心臟病發導致冠狀動脈疾病合併多重器官衰竭，病逝於台大醫院。[13]
- 鍾鐵民，71歲，台灣作家。其父為作家鍾理和。[14]
- 傑克·林頓（John Gilbert "Jack" Layton），61歲，加拿大國會下議院官方反對黨領袖，因癌症病逝。[15]
- 梁漢威，67歲，香港粵劇名伶。[16]
- 馬騁，55歲，中國鐵路通信信號集團公司總經理、黨委副書記，心臟病逝世。[17]
- 傑瑞·萊伯（Jerry Leiber），78歲，美國作曲家，知名作品有《Stand By Me》。[18]

### 8月21日
- 竹脇無我（竹脇 無我），67歲，日本電影演員，腦出血逝世。[19]

### 8月19日
- 勞爾·魯伊斯（Raúl Ruiz），70歲，智利電影導演，肺部感染逝世。[20]
- 易庭源，92歲，中國會計學家、中南財經政法大學教授，知名學者易中天的父親。[21]

### 8月17日
- 吴宏聪，93岁，中國現代文學研究家、中央直管聯繫專家、中山大學教授。[22]
- 克勞迪歐·卡斯迪葛利歐尼( Claudio Castiglioni )，64歲，義大利Cagiva（英语：Cagiva）集團、MV奧古斯塔摩托車廠總裁、曾擁有杜卡迪與Husqvarna（英语：Husqvarna）等義大利知名摩托車廠，於摩托車界有重大貢獻，病逝於瓦雷澤。[23]

### 8月16日
- 伯納德·威廉·施密特（Bernard William Schmitt），82歲，美國天主教主教。[24]

### 8月15日
- 正力亨（正力 亨），92歲，全球發行量最大報紙－日本讀賣新聞集團老闆，因敗血症於醫院逝世。[25]
- 拉爾夫·艾伯塔齊（Ralph Dayton Albertazzie），88歲，1972年駕駛空軍一號送當時的美國總統尼克森和國務卿基辛格（1971年）到北京，與中國展開歷史性機密會談的退伍空軍上校。[26]
- 錢家駿，95歲，中國水墨動畫大師，因肺部感染逝世。[27]

### 8月14日
- 沙彌·卡普爾（Shammi Kapoor），79歲，印度電影演員、導演，腎衰竭逝世。[28]
- 李耀滋（Yao Tzu Li），97歲，美籍華裔學者，美國麻省理工學院航太系教授，為中美的航空事業作出極大貢獻，曾見證鄧小平一國兩制。[29]

### 8月12日
- 樊恭烋，90岁，中国教育家，北京工业大学名誉校长。[30]
- 馬暢，24歲，陳氏太極拳第十三代傳人之一，有「太極美女」之稱，車禍身亡。[31]

### 8月11日
- 賈尼·藍道（Jani Lane），47歲，美國搖滾樂隊Warrant前主音。[32]
- 保羅·威爾金森（Paul Wilkinson），74歲，英國學者，以研究恐怖主義知名。[33]

### 8月10日
- 朱樹豪，61歲，有中國高爾夫球之父稱號的觀瀾湖高爾夫球會主席。[34]
- 林克孝，51歲，台灣企業家，台新金控總經理及台大財務金融系兼任副教授，在宜蘭縣南澳鄉束穗山登山失足墜谷。[35]
- 王涛，75岁，中国工程院院士，林学家。[36]
- 諾頓·弗雷德里克（Norton Fredrick），73歲，斯里蘭卡板球選手。[37]

### 8月9日
- 約瑟夫·納爾遜（Joseph S. Nelson），74歲，加拿大鱼类学家，鱼类系统分类学名著《世界鱼类》的作者。[38]
- 黄翠芬，91岁，中国工程院院士，分子遗传学家。[39]
- 許麟廬，95歲，中國中央文史研究館館員，中國國民黨革命委員會成員，中國著名國畫家、書法家、書畫鑒賞家。[40]
- 溫妮·巴布科克（Wendy Babcock），32歲，加拿大主張權利的妓女，疑似自殺。[41]

### 8月8日
- 陳光宇，50歲，前四海幫堂主，在監獄上吊自殺。[42]
- 雷·安德森（Ray Anderson），77歲，美國企業家，癌症逝世。[43]

### 8月7日
- 南希·韋克（Nancy Wake），98歲，在二次世界大戰期間加入法國反抗組織的澳洲女間諜。[44]

### 8月6日
- 伯纳丁·希利（Bernadine Healy），67岁，美国国立卫生研究院（NIH）院长、美国红十字会主席、心脏病学家。[45]

### 8月5日
- 佛蘭契斯柯·奎恩（Francesco Quinn），48歲，因心臟病在自家逝世，父親是墨西哥演員－安東尼·奎恩（Anthony Quinn）。[46]

### 8月4日
- 松田直树，34岁，日本足球运动员，曾代表日本参加2002年韩日世界杯。在训练中出现心脏衰竭，抢救2天后去世。[47]
- 林林（原名：林仰山），101歲，中國人民對外友好協會原副會長。[48]

### 8月3日
- 查尔斯·布巴·史密斯（Charles Bubba Smith），66岁，美国橄榄球球員、演员, 曾演出警察學校 (電影) (香港譯作學警出更), 家中去世。[49]
- 謝振華，95歲，原中國中顧委委員、中國昆明軍區政治委員。[50]

### 8月2日
- 巴魯赫·贝纳塞拉夫（Baruj Benacerraf），90岁，美国免疫遗传学先驱、诺贝尔生理学或医学奖获獎者。[51]
- 顾学裘，100岁，中国药剂学家。[52]
- 张永山，82歲，中国科学院外籍院士、美国材料科学与工程学家，中華民國中央研究院第28屆(數理科學組)院士。[53][54]

### 8月1日
- 董乃钧，80岁，中国林学家。[55]